# Styloforum dwulistne

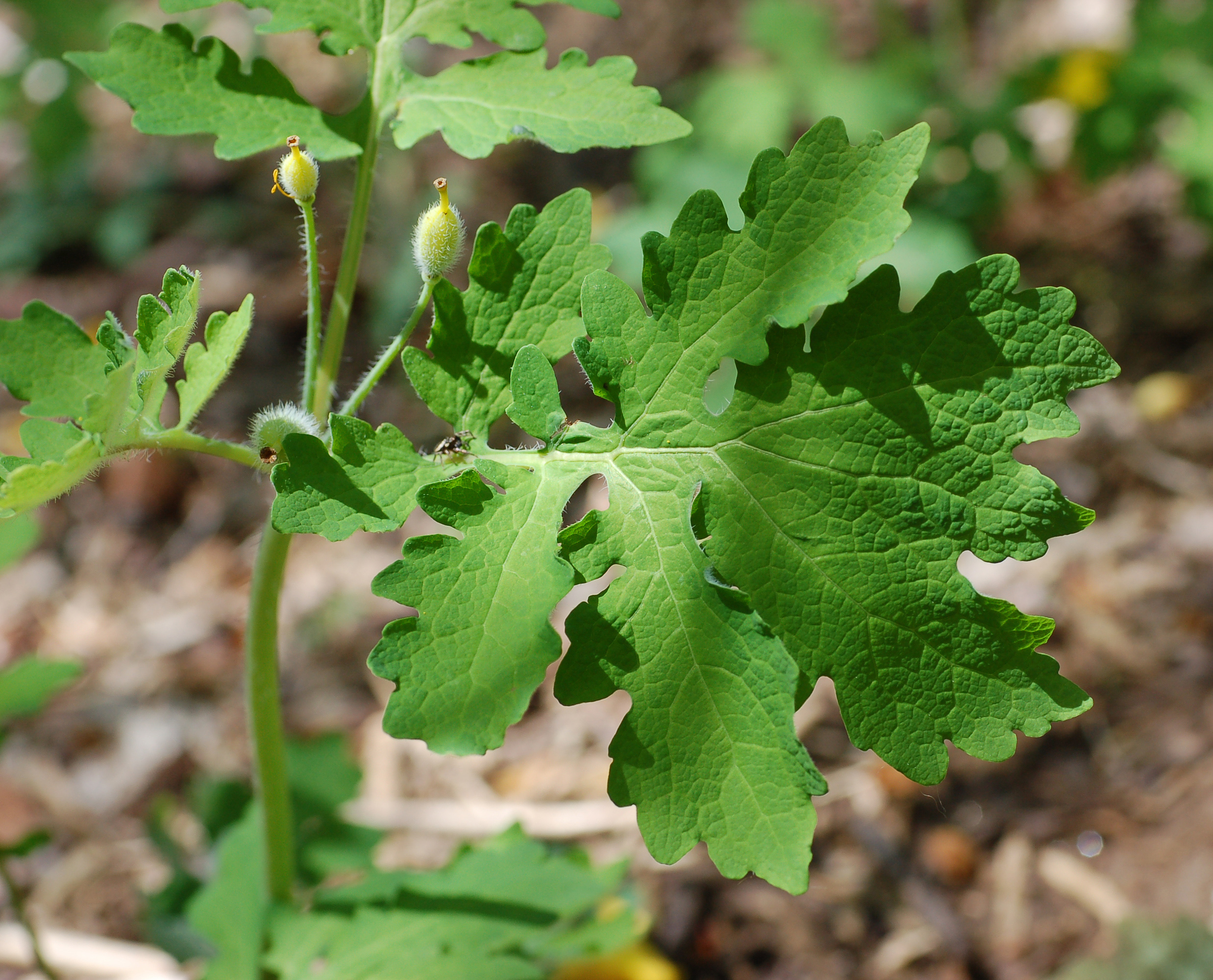
Liść

Styloforum dwulistne (Stylophorum diphyllum) – gatunek rośliny z rodziny makowatych. Występuje we wschodniej części Ameryki Północnej. W stanie wegetatywnym bardzo podobny do introdukowanego do Ameryki Północnej i bardziej tu rozpowszechnionego glistnika jaskółcze ziele.

## Morfologia
Bylina o wysokości do ok. 0,5 m, z łodygami prostymi lub rozgałęzionymi. Liście dolne długie na 0,5 m na ogonkach osiągających 0,2 m długości. Blaszka głęboko sieczna, podzielona na 5-7 klap wzdłuż brzegu karbowanych. Kwiaty na szypułach o długości od 2,5 do 8 cm. Działki kielicha do 15 mm długie, płatki korony żółte do 2–3 cm szerokie. Owoc – elipsoidalna i omszona torebka o długości 25–30 mm.

## Biologia i ekologia
Kwitnie wiosną. Rośnie najczęściej w lasach liściastych, zwykle na zboczach.